# Beijershamn
Beijershamn är ett naturreservat som ligger mellan Färjestaden och Mörbylånga på Ölands västra kust. Reservatet omfattar betsmarker, strandängar, lövskog och hagmark, samt de låga moränholmarna Lilla- och Stora Svansholmarna i Kalmarsund. Området har stora ornitologiska kvaliteter, både som häckningsområde och som rastningslokal för fåglar under flyttningen. Variationen i habitat speglas också i insektsfaunan, med mer än 650 observerade fjärilsarter, inklusive den för Sverige enda förekomsten av den akut hotade fönstervingespinnaren. Reservatet domineras av den 2 km långa bågformade piren som anlades i mitten av 1850-talet i syfte att skapa en hamn för sjöfart, men som på grund av igenslamning givit upphov till ett stort område med våta strandängar där många arter knutna till våtmarker nu häckar, inklusive den akut hotade sydliga underarten av kärrsnäppa.

## Historia
Omkring 1850 började en ny hamn på Ölands västra sida planeras eftersom den befintliga hamnen Fröbygårda hade börjat fyllas igen av drivande sand. Befolkningen vände sig till landshövding C. U. Nehrman, som i sin tur kontaktade hovstallmästare Beijer, vid tiden verksam som arrendator på Ottenby kungsgård. För att kunna fortsätta konkurrera med Färjestaden när det gällde gods- och persontrafik över Kalmarsund ansågs en ny hamn behövas. Efter att ett aktiebolag bildats, startade arbetet 2 oktober 1853, med avsikt att hamnen skulle vara färdigställd 1 oktober 1855. 
Det visade sig betydligt svårare än förväntat att bygga piren ut till Gastholmen som låg cirka 2 km ut i Kalmarsund, och bygget blev både försenat och dyrare än beräknat. Ett kvarstående exempel på svårigheterna ses ännu idag, då Beijershamn gör en vacker båge ut i Kalmarsund, detta var inte alls planen från början, men den tuffa sjöhävningen pressade bryggan från rak linje till en båge.
Allmänheten följde bygget med stort intresse, men när svårigheterna tillstötte och budgeten överskreds, började skämten hagla, och namnet Beijershamn byttes från ett skällsord för ett misslyckat projekt, till ett officiellt namn.
Gastholmen var en relativt liten ö, i en grupp om 8 öar, idag kan man inte se några spår av dessa öar, då all sten på de övriga 7 öarna användes till att bygga anläggningen på Gastholmen. 
Först 1858 påbörjades trafiken, trots att anläggningen ännu inte var helt färdig. Ute på Gastholmen uppfördes ett gästgiveri och ett stall. På grund av nya vind- och strömförhållanden började den nya hamnen slammas igen redan efter ett par år, samtidigt som Fröbygårda hamn åter blev mer tillgänglig. Trots detta försökte handlaren Hammarstedt att införa regelbunden ångbåtstrafik 1863, men tvingades sluta 1865 då det nya Kalmarsundsbolaget med trafik mellan Mörbylånga och Färjestaden och Kalmar konkurrerade ut verksamheten. 
År 1867 upplöstes aktiebolaget, och hamnverksamheten minskade för varje år, och det fanns ingen ekonomisk möjlighet att underhålla piren, som förföll. I Post- och Inrikes Tidningar skrevs 1871 att ”Lastbryggan och vägen vid Beijershamn på Öland, der hvarken båtar eller husbyggnader numera finnas qvar, har i följd deraf upphört att vara färjplats. Vägen och bryggan äro å öfverbyggnaden illa skadade och hela anläggningen, som varit alldeles i saknad af nödigt underhåll, blir troligen snart en ruin.” Senare samma år hölls auktion på Beijershamn, och hela anläggningen såldes för 25 öre.
Kvar idag står en lång pir ut, runt vilken ett väldigt speciellt naturområde bildats.